# SMV-Verordnung
Die SMV-Verordnung ist eine Verordnung des Landes Baden-Württemberg, welche die in der Landesverfassung und im Schulgesetz vorgesehene Mitwirkung der Schüler an der Gestaltung des Schullebens konkretisiert.
Artikel 21 der Landesverfassung lautet „Die Jugend ist in den Schulen zu freien und verantwortungsfreudigen Bürgern zu erziehen und an der Gestaltung des Schullebens zu beteiligen.“ Die Paragraphen 62 bis 70 des Schulgesetzes enthalten grundlegende Festlegungen zu den Aufgaben und zur Struktur der Schülermitverantwortung (SMV). Diese werden in der SMV-Verordnung konkretisiert.

## Aufgaben und Rechte
Die SMV-Verordnung weist der Schülermitverantwortung folgende Aufgaben und Rechte zu:
1. Die SMV soll mittels allgemein zugänglicher Veranstaltungen die fachlichen, sportlichen, kulturellen, sozialen und politischen Interessen der Schüler fördern.
2. Die SMV vertritt die Interessen der Schüler; sie darf gegenüber den Lehrern, dem Schulleiter und den Elternvertretern Anregungen, Wünsche und Beschwerden artikulieren.
3. Die SMV berät einzelne Schüler; insbesondere auch bezüglich ihres Rechtes, gehört zu werden, bevor über Erziehungs- und Ordnungsmaßnahmen entschieden wird, die sie betreffen.

## Wahlen und Versammlungen
Die SMV-Verordnung regelt, dass die Klassenschülerversammlung vom Klassensprecher und der Schülerrat vom Schülersprecher einberufen und geleitet wird. Wahlen haben grundsätzlich allgemein, frei, gleich, unmittelbar und geheim zu erfolgen. Die Klassensprecher und der Schülersprecher werden zu Beginn jedes Schuljahres neu gewählt. Der Schülerrat ist ermächtigt, eine „SMV-Satzung“ zu erlassen, die nähere Vorschriften hierzu enthalten kann.

## Unterstützung der SMV
Die SMV-Verordnung verpflichtet die Lehrer, Eltern und Schulaufsichtsbehörden, die SMV zu unterstützen. Kein Schüler darf wegen seiner Tätigkeit in der SMV bevorzugt oder benachteiligt werden. Der Schulleiter muss der SMV, soweit dies möglich ist, den Raum und die Zeit zur Verfügung stellen, die diese für ihre Tätigkeit benötigt. Er muss der SMV für ihre Bekanntmachungen ein Schwarzes Brett zur Verfügung stellen.